# Amélie Wülfinghoff

Plakat zur Eröffnung des Großen Hauses in Augsburg

Amélie Wülfinghoff (* um 1854; † 1930 oder später), auch Amalie Wülfinghoff, war eine deutsche Pianistin, Sopranistin, Tänzerin und Gesangspädagogin. Sie trat auch unter dem Namen Inghoff auf.

## Leben
Amélie Wülfinghoff war eine Tochter des Wiesbadener Klavierlehrers Wilhelm Wülfinghoff (1822–1908). Im Alter von zehn Jahren trat sie in einem Konzert in Schlangenbad auf, wo sie Werke von Chopin und Ludwig van Beethoven spielte. Offenbar traten Vater und Tochter in den frühen Jahren Amélie Wülfinghoffs öfter gemeinsam auf, nicht immer zur Freude des Publikums. Aus Chemnitz etwa wurde berichtet: „Ein Herr Wülfinghoff veranstaltete unter Mitwirkung seiner Tochter eine Soirée musicale. Da genannter Herr die Maxime hat, die Colportage von Eintrittskarten in höchst eigener Person zu vollziehen, so ward der Zweck, „Geld zu machen“, wohl erreicht. Im Uebrigen aber hatte die Soirée keinen Zweck, und so gab es denn auch steigende Unruhe des übel hineingefallenen Publikums.“
Bei der Einweihung des Großen Hauses des Augsburger Stadttheaters sang sie im November 1877 die Rolle der Leonore im Fidelio. Damals hatte sie ein Engagement am Königlichen Theater in Hannover. 
Am 1. Mai 1878 wurde Amélie Wülfinghoff als Sopranistin ins Ensemble der Münchner Hofoper aufgenommen. In späteren Jahren lebte sie als Gesangslehrerin in Baden-Baden; 1904 war sie dort bereits ansässig. Im Unterrichtsjahr 1903/04 wurde sie als neue Lehrkraft an die Musikhochschule Mannheim verpflichtet.
Noch im Adressbuch für Baden-Baden von 1930 ist der Eintrag „Wülfinghoff (Inghoff), Amalie, Großh. S. Hofopernsängerin a. D., Gesangslehrerin, Weinbergstr. 11“ zu finden.